# Wim D. van Ligtenberg
Willem (Wim) Dirk van Ligtenberg (Arnhem, 23 april 1934) is een Nederlands componist en muziekpedagoog.

## Levensloop
Van Ligtenberg werd aanvankelijk opgeleid tot werktuigbouwkundige. Naar werkzaamheden in verschillende bedrijven was hij technisch-fysisch assistent aan de Medische Faculteit van de Radboud Universiteit Nijmegen (1962-1967), toen nog Katholieke Universiteit Nijmegen geheten. Daarnaast hielde hij zich intensief bezig met muziek, aanvankelijk als tubaïst en trombonist. Al spoedig was hij bezig met dirigeren, arrangeren en componeren. Hij studeerde privé harmonieleer en contrapunt bij Cor Bute in Zutphen en later muziekgeschiedenis, orkestdirectie en piano bij Gerrit van de Graaff in Arnhem. Dit resulteerde in 1962 in het staatsexamen voor trombone en in 1972 in het diploma voor muziektheorie aan het Conservatorium Zwolle bij Wim Brandse. 
Sinds 1967 werkte hij als docent in muziektheorie en als adjunct-directeur aan het 'Gemeentelijke Muziekinstituut Leeuwarden'. In 1972 werd hij benoemd tot directeur van de toenmalige Stedelijke Muziekpedagogische Akademie (M.P.A.) Leeuwarden. Dit instituut werd in 1985 getransformeerd tot het Conservatorium voor Muziek en Muziekpedagogiek, dat later deel uitmaakte van de NHL Hogeschool. Later fuseerde deze instelling met het Conservatorium Groningen tot het Prins Claus Conservatorium. Hij zijn functie als directeur op 13 juni 1989 neer, alhoewel hij interim directeur was van de muziekfaculteit van de Hogeschool voor de Kunsten te Arnhem (1989/90) en van het Conservatorium Zwolle (1990/91). Tot 1979 was hij ook muziekrecensent bij het Friesch Dagblad.
Samen met zijn echtgenote richtte hij een adviesbureau voor onderwijsmanagement op (1992–1996). 
Hij was en is verder werkzaam als componist. Veel van zijn scheppend werk ligt op het terrein van vocale muziek en van muziek voor koperblazers, maar ook werken voor orgel en symfonieorkest maken deel uit van zijn oeuvre.

## Composities

### Werken voor orkest
- 2001 Triptiek, voor orkest

### Werken voor harmonie- of fanfareorkest of brassband
- 1964 Prarfrase GEBED, voor harmonie- of fanfareorkest
- 1966 Rhapsodische suite "De Scheresliep", voor fanfareorkest
- 1971 Triptiek, voor fanfareorkest of brassband 
  1. Prelude
  2. Intermezzo
  3. Mars
- 1973 Three hymn tunes, voor brassband 
  1. Dominus resit me
  2. Laudate Dominum
  3. Quam Dilecta
- 1973 Birkeland
- 1980-1985 Vier liedarrangementen
- 1983 Hymn tune study "Aberystwyth" - thema en variaties over een Engelse hymne, voor fanfareorkest
- 1984 Metamorfose
- 1984 Pezzo festivo, voor fanfareorkest
- 1985 The Freeman Of A Guild (Gildebroeders maakt plezier)
  1. Intrade
  2. Sarabande
  3. Gavotte
  4. Polonaise
  5. Gildebroeders maakt plezier
- 1987 Arnhem-Rhapsodie "Phoenix" voor fanfareorkest (een hommage aan de uit zijn as verrijzende stad Arnhem) - ook in een versie voor harmonieorkest
- 1987 Symphonic Movements, voor 3 kornetten en brassband (speciaal geschreven voor Wim van Loon, Henk van Loon & Rinus Christ en Brassband Oefening & Uitspanning te Wijk en Aalburg)[1]
- 1991 Dialogen, concert voor hoorn en fanfareorkest 
  1. Proloog
  2. Thema
  3. Variaties
- 1992 Contrasten, voor brassband en elektronisch orgel
- 2008 Silent moves the symphony true, voor harmonieorkest
- The Freemen Of A Guild, voor harmonie- of fanfareorkest of brassband
- Triptych For Brass, voor brassband

### Vocale muziek

#### Cantates
- 1977 Human Being, voor spreekkoor, recitant, gemengd koor en instrumentaal ensemble
- 2007 Laudate Nicolaum, Nicolaascantate voor gemengd koor en hoorn - tekst: Jan Dotinga

#### Werken voor koor
- 1968 Musica Sacra, voor mannenkoor, contrabas en slaginstrumenten 
  1. Intrada
  2. Canzonetta
  3. Intermezzo
  4. Canon
  5. Chorale
- 1970 Sanctus, voor gemengd koor, orgel, dwarsfluit, hobo en cello
- 1975 O, kindeke klein, voor gemengd koor
- 1982 Tria cantica graduum - psalmus CXXVII, psalmus CXXVIII, psalmus CXXXIII, voor gemengd koor
- 1984 Laudate Dominum, lofzang voor spreekstem, bariton, gemengd koor, blaasinstrumenten, slaginstrumenten - Nederlandse teksten van Gabriël Smit en J.W. Schulte Nordholt
- 1991 Lieten foar libbenen - "Heechliet", voor gemengd koor en orgel - tekst: Jan Dotinga
- 1992 Bonifatius yn Fryslân, voor spreekstem, bariton, kamerkoor, groot gemengd koor, blaasinstrumenten, slagwerk - libretto: Jan Dotinga
- 1993 Dona nobis pacem, voor gemengd koor
- 1995 Lovesongs, voor gemengd koor en hoorn - tekst: Walt Whitman
  1. Lusingando ab initio
  2. Cantabile affettuoso
  3. Finezza aperto
  4. Bruscamente
- 1994 Wjerspegeling - Sjongen en spyljen, voor gemengd koor en koperorkest - tekst: Baukje Wytsma
  1. Foarspul
  2. Trijeluk
  3. Neispul
- 1996 Gloria - "Roppe him om", voor gemengd koor en orgel - tekst: Jan Dotinga
- 1996 Klein Gloria, voor gemengd koor
- 1997 Vocalise, voor gemengd koor
- 1999 Fryslân ode - horen en zien, voor declamator, gemengd koor en hoorn - teksten: Mariet Lems, Rita Sanders, Henk Kroes
- 1999-2003 Dona nobis pacem, voor gemengd koor
- 2001 Shout our freedom, kanon in 2 stemmen voor gemengd koor - tekst: Liz O'Riordan
- 2002 Canto Literarum, voor gemengd koor - tekst: Jan Dotinga
- 2003 Canon "This is a day", voor gemengd koor - tekst: Henry Fielding
- 2003 Maria die soude naar Bethlehem gaan, voor gemengd koor
- 2003 Modulerende canon in de sext "Dona nobis pacem", voor gemengd koor
- 2003 Music vibrates in the memory, voor gemengd koor en harp - teksten: Percy B. Shelley; William Shakespeare

#### Liederen
- 1975 O lux beata trinitas, miniatuur voor bariton en piano
- 1981 Oudejaars-tafelcanon, voor zangstem
- 2001-2002 Song of Joys, voor sopraan, hobo en hoorn
- 2001-2002 The Mountains kiss High Heaven, voor sopraan, hobo en hoorn

### Kamermuziek
- 1968 Divertimento, voor 2 hobo's, 2 fagotten en 2 hoorns
- 1976 Divertimento piccolo
- 1976 Fantacaglia - fantasie en passacaglia over twee friese liederen, voor dwarsfluit, hobo en piano
- 1986 Tangram (concertstuk), voor koperkwintet en elektronische orgel
- 1988 Exhibits, voor koperkwintet
- 1992 Van tijd tot tijd - een reis door de tijd in vijf scenes, voor een vaste bezetting (ensemble I) en een variabele bezetting (ensemble 2)
- 1993 Túnlûden, concert etude voor koperinstrumenten en slaginstrumenten
- 2012 Colori, voor dwarsfluit, hobo (ook althobo), marimba en piano

### Werken voor orgel
- 2005 Miniatuur (voor Jan Jongepier) - Gezang 456: 3
- Passacaglia en fuga

## Publicaties
- Knipselmap mei artikels oer en/of fan Wim D. van Ligtenberg, Leeuwarden/Ljouwert: Frysk Letterkundich Museum en Dokumintaesjesintrum, Tresoar
- Schönberg, 1972., 48 p.